# ميخائيل غوردون (لاعب دوري الرغبي)
ميخائيل غوردون (بالإنجليزية: Michael Gordon)‏ هو لاعب دوري الرغبي أسترالي، ولد في 24 أكتوبر 1983 في كوما في أستراليا.

## روابط خارجية
- ميخائيل غوردون على موقع ItsRugby.co.uk (الإنجليزية)